# Каррингтон (фильм)
«Каррингтон» (англ. Carrington) — художественный фильм, снятый британским режиссёром Кристофером Хэмптоном по книге Майкла Холройда «Литтон Стрейчи» в 1995 году.

## Сюжет
Повествование разбито на шесть глав, в каждой из которых рассказывается об этапных событиях в жизни главных героев. Фильм начинается со знакомства в доме общих знакомых начинающей художницы Доры Каррингтон и зрелого писателя Литтона Стрейчи. В дальнейшем их отношения становятся настолько запутанными и сложными, что порой не находят объяснения у обоих. Проводя время в тесной компании единомышленников, они то отдаляются, то вновь сближаются друг с другом. После смерти Литтона, Дора прожила не многим более своего ушедшего друга, совершив неудачную попытку отравиться выхлопными газами — она застрелилась из охотничьего ружья в доме, некогда купленным Литтоном для неё и Ральфа.

## В ролях
- Эмма Томпсон — Дора Каррингтон
- Джонатан Прайс — Литтон Стрейчи
- Стивен Уоддингтон — Ральф Партридж
- Сэмюэл Уэст — Джеральд Бренан
- Руфус Сьюэлл — Марк Гертлер
- Пенелопа Уилтон — Оттолайн Моррелл
- Джанет Мактир — Ванесса Белл
- Питер Блайт — Филлип Морелл
- Джереми Нортэм — Бикус Пенроуз
- Алекс Кингстон — Фрэнсис Партридж

## Награды и номинации
- Награда Каннского фестиваля за лучшую мужскую роль (Джонатан Прайс, победитель)
- Специальный приз жюри Каннского фестиваля (Кристофер Хэмптон, победитель)
- Золотая пальмовая ветвь Каннского фестиваля (Кристофер Хэмптон, номинация)
- Премия BAFTA. Награда Александра Корды за выдающийся британский фильм года (номинация)
- Премия BAFTA за лучшую мужскую роль (Джонатан Прайс, номинация)
- Премия Хлотрудис за лучшую мужскую роль (Джонатан Прайс, номинация)
- Британская кинопремия «Ивнинг Стандарт» за лучшую мужскую роль (Джонатан Прайс, победитель)
- Награда Альянса геев и лесбиянок против диффамации за выдающийся фильм (номинация)
- Премия Гойя за лучший европейский фильм (номинация)
- Награда Национального совета кинокритиков США за лучшую женскую роль (Эмма Томпсон, победитель)
- Награда Международного кинофестиваля в Ванкувере за самый популярный фильм (Кристофер Хэмптон, победитель)